# 24-Stunden-Rennen auf dem Nürburgring 1994

Streckenführung für das 24-Stunden-Rennen ab 1984

Das 22. 24-Stunden-Rennen auf dem Nürburgring fand vom 4. auf den 5. Juni 1994 auf dem Nürburgring statt.

## Rennergebnis
Für das 24-Stunden-Rennen 1994 erhielten die GT- und DTM-Fahrzeuge keine Startberechtigung mehr, weshalb in diesem Jahr überwiegend Privatfahrer mit Fahrzeugen der Gruppe A und Gruppe N am Start waren und insbesondere mit den zuverlässigeren seriennahen Fahrzeugen der Gruppe N erfolgreich waren. Vor allem der neue BMW E36 M3 mit einem Reihen-Sechszylindermotor mit 3,0 Litern Hubraum und 210–217 kW (286–295 PS) Serienleistung war – als direkter Nachfolger des viermaligen Seriensiegers BMW M3 E30 von 1989 bis 1992 – äußerst erfolgreich. Unter den besten sechs Fahrzeugen der Gesamtwertung sind fünf Fahrzeuge des bayerischen Herstellers aufgeführt, lediglich der zweitplatzierte Opel Astra von Kreis Motorsport mit Jürgen Baumgarten, Jürgen Fritzsche und Heinz Otto Fritzsche sprengte die Armada der M3. Das Rennen gewann das Team von Heico Dienstleistungen mit Karl Heinz Wlazik, Frank Katthöfer und Fred Rosterg am Steuer, Johannes Scheid, Hans Widmann und Ingo Jeleniowski im BMW vom Autohaus K.O.K wurden Dritte.
Das Siegfahrzeug absolvierte 106 Runden, was einer Strecke von 2688,05 km entspricht. Von den 142 gestarteten Fahrzeugen wurden 101 gewertet.

## Rennverlauf
Zwischen 7 und 10 Uhr morgens wurde das Rennen wegen eines Sturms unterbrochen. Zuschauerbereiche mussten teilweise geräumt werden, nachdem im Bereich Hatzenbach Bäume umgestürzt waren.

## Streckenführung
Seit dem Umbau der Strecke im Jahr 1983 wurde das 24-Stunden-Rennen am Nürburgring auf einer Kombination aus Nordschleife und Grand-Prix-Strecke ausgetragen.